# کمکادزور
کمکادزور (ارمنی: Քմքաձոր) یک منطقهٔ مسکونی در جمهوری آرتساخ است که در استان مارتاکرت واقع شده‌است. کمکادزور ۱۱۶ نفر جمعیت دارد.